# Flughafen Fernando de Noronha

i7
i11
i13
Der Governador Carlos Wilson Airport (portugiesisch Aeroporto de Fernando de Noronha, IATA-Code: FEN, ICAO-Code: SBFN) ist der Flughafen der Inselgruppe Fernando de Noronha, die zu Brasilien gehört und zwischen 360 und 545 Kilometer von der brasilianischen Küste entfernt im Atlantik liegt. Damit ist er der am weitesten östlich gelegene Flughafen Brasiliens.

## Geschichte
Fernando de Noronha ist die größte Insel des Archipels, das den gleichen Namen trägt. Die erste Start- und Landebahn wurde 1934 gebaut und 1942 durch die United States Army Air Forces erweitert. Auch das erste Passagierterminal stammt aus dieser Zeit. Zu dieser Zeit wurden Flüge zwischen Dakar (Französisch-Westafrika, heute Senegal) und Recife durchgeführt, auf Fernando de Noronha konnten nun technische Stopps durchgeführt werden.
Ab 1944 wurde der Flugbetrieb in Verantwortung der United States Navy durchgeführt. Mit dem Ende des Zweiten Weltkrieges übergaben die US-amerikanischen Streitkräfte den Flughafen an die brasilianische Regierung.
Im Jahr 1975 wurde die Start- und Landebahn ein weiteres Mal vergrößert, so dass in der Folge Flugzeuge bis zur Größe einer Boeing 737 abgefertigt werden konnten. Im Jahr 1999 wurde das heute noch genutzte, neue Passagierterminal in Betrieb genommen.
Nach dem Verschwinden von Air-France-Flug 447 am 1. Juni 2009 wurde der Flughafen als Basis für die Suchaktion genutzt. Die Absturzstelle lag ungefähr 550 Kilometer nordöstlich von Fernando de Noronha.

## Flughafenanlagen und Anflugverfahren
Derzeit hat die einzige Start- und Landebahn mit einer Ausrichtung von 116°/296° eine für Starts und Landungen in beide Richtungen nutzbare Länge von 1845 Metern. Am Flughafen ist ein Drehfunkfeuer mit Entfernungsmessgerät (VOR/DME) verfügbar, das auf der Frequenz 113,4 MHz mit der Kennung FNR sendet. Als Instrumentenanflugverfahren stehen ein VOR-Anflug (Bahn 12) und zwei RNAV-Anflugverfahren (Bahn 12 und 30) zur Verfügung.

## Flugverbindungen
Die brasilianischen Fluggesellschaften Gol Linhas Aéreas und Azul Linhas Aéreas bieten Flüge nach Recife und Natal an. Internationale Verbindungen von und nach Fernando de Noronha gibt es derzeit nicht.

## Zwischenfälle
- Am 14. Dezember 1987 verunglückte eine Lockheed C-130H Hercules der brasilianischen Luftwaffe mit dem Luftfahrzeugkennzeichen FAB-2468 kurz vor der Landung. Die Maschine war in Recife gestartet und hatte 29 Personen an Bord, von denen keine den Absturz überlebte.[3]
- Am 20. September 1990 stürzte eine Embraer EMB 110 Bandeirante mit dem Kennzeichen PT-FAW der Regierung von Pernambuco (zu diesem Bundesstaat gehört Fernando de Noronha administrativ) kurz nach dem Start in Richtung Recife ins Meer. Alle 12 Personen an Bord kamen ums Leben. Die Unfalluntersuchung ergab, dass beide Piloten sehr wenig Flugerfahrung auf diesem Typ hatten, selbigen 141 bzw. 133 Tage lang überhaupt nicht geflogen hatten und außerdem die Checklisten vor dem Start nicht oder unvollständig abgearbeitet hatten.[4]